# Wiktar Karatschun
Wiktar Karatschun (belarussisch Віктар Карачун, russisch Виктор Карачун/Wiktor Karatschun; * 12. August 1968 in Minsk, Weißrussische SSR; † 11. August 2004 in Heilbronn, Deutschland) war ein belarussischer Eishockeyspieler, der in der Deutschen Eishockey Liga für die Augsburger Panther und Revierlöwen Oberhausen auf dem Eis stand.

## Karriere
Der 1,87 m große Center spielte zunächst für HK Dinamo Minsk in der zweiten und später auch in der ersten sowjetischen Spielklasse und wechselte 1993 zu Podhale Nowy Targ in die polnische Ekstraklasa. In der folgenden Spielzeit trug er das Trikot des Ligakonkurrenten Stoczniowiec Gdańsk und unterschrieb dann zur Saison 1995/96 einen Vertrag beim deutschen Zweitligisten EV Landsberg. Über den Heilbronner EC gelangte Karatschun 1997 zu den Augsburger Panthern in die Deutsche Eishockey Liga.
Nach 38 Spielen kehrte der Stürmer jedoch in die zweite Spielklasse zurück, wo er zunächst für den EHC Neuwied auf dem Eis stand. 1999 wechselte der Belarusse nochmals in die DEL, um eine Saison lang für die Revierlöwen Oberhausen gegen den Abstieg zu spielen. Nach einem Jahr beim EC Wilhelmshaven-Stickhausen unterschrieb Karatschun zum zweiten Mal in seiner Karriere einen Vertrag beim Heilbronner EC, für den er bis kurz vor seinem Tod in der 2. Bundesliga spielte.
Nachdem sich der Belarusse bereits im Jahr 2001 einer Bauchoperation hatte unterziehen müssen und zunächst in den Eishockeysport zurückgekehrt war, erlag Wiktar Karatschun kurz vor Beginn der Saison 2004/05 einem Krebsleiden. Im November veranstalteten seine ehemalige Mannschaftskameraden ein Benefizspiel zugunsten seiner Hinterbliebenen.

### International
Mit der belarussischen Nationalmannschaft nahm Wiktar Karatschun zwischen 1995 und 2002 an fünf Weltmeisterschaften teil und erzielte dabei in 25 Spielen zehn Tore und 13 Assists. Außerdem stand er für das „Team Belarus“ beim olympischen Eishockeyturnier 1998 auf dem Eis.

## Karrierestatistik
(Legende zur Spielerstatistik: Sp oder GP = absolvierte Spiele; T oder G = erzielte Tore; V oder A = erzielte Assists; Pkt oder Pts = erzielte Scorerpunkte; SM oder PIM = erhaltene Strafminuten; +/− = Plus/Minus-Bilanz; PP = erzielte Überzahltore; SH = erzielte Unterzahltore; GW = erzielte Siegtore; 1 Play-downs/Relegation; Kursiv: Statistik nicht vollständig)

1) inklusive Nationalliga der GUS (ab 1991)

2) inklusive Vorgängerligen (1. Liga, Bundesliga)